# Organizarea administrativă a Portugaliei

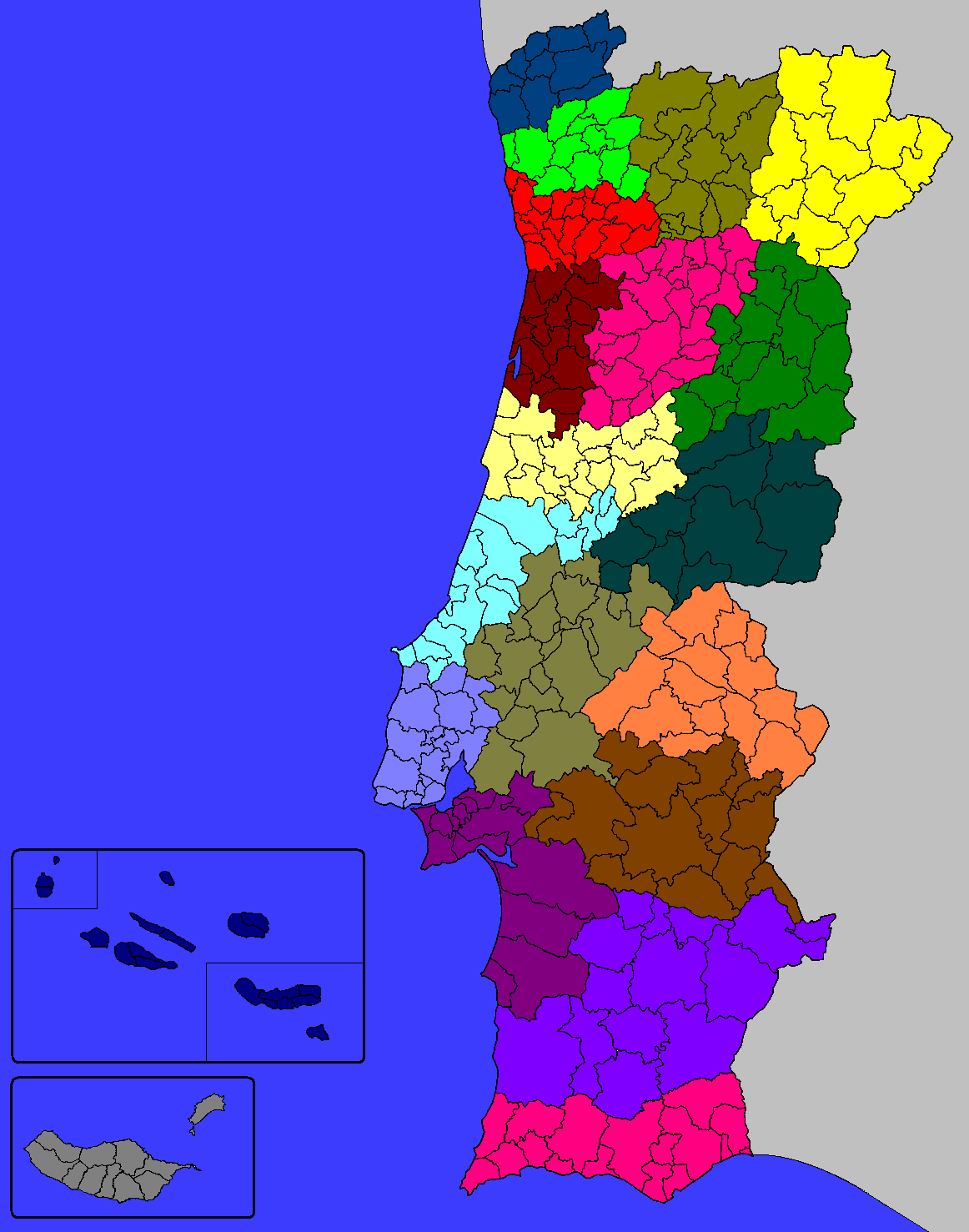
Harta administrativă a Portugaliei

Portugalia continentală este formată din 18 districte (distritos, singular — distrito):
- Aveiro
- Beja
- Braga
- Bragança
- Castelo Branco
- Coimbra
- Évora
- Faro
- Guarda
- Leiria
- Lisboa (Lisabona)
- Portalegre
- Porto
- Santarém
- Setúbal
- Viana do Castelo
- Vila Real
- Viseu

Pe lângă acestea există două regiuni autonome (regiões autónomas): Azore (Açores) și Insulele Madeira. Fiecare district este subdivizat mai departe în municipii. 